# Dipsas catesbyi
Dipsas catesbyi, popularmente conhecida como cobra-cipó, come-lesma, dormideira, jararaquinha-dormideira e papa-lesma, é uma espécie de serpente da família dos colubrídeos (Colubridae). É nativa do norte da América do Sul, onde ocorre na região amazônica.

## Etimologia
O nome popular jararaquinha é o diminutivo de jararaca, que se originou no tupi yara'raka com o sentido de "cobra venenosa"; Teodoro Sampaio em O Tupi na Geografia Nacional (TupGN) sugeriu o significado de "aquele que colhe ou agarra envenenando; o que tem o bote venenoso". O termo foi registrado em 1560 como geraraca e em ca. 1584 como jararaca. O nome do gênero Dipsas deriva do grego dípsa (δίψα, sede) e provavelmente se refere ao fato de que acreditava-se que a picada dessas cobras causava sede intensa. O epíteto específico catesbyi foi dado em homenagem ao naturalista inglês Mark Catesby (1682–1749), que viajou para o sudeste dos Estados Unidos e publicou a História Natural da Carolina, Flórida e Ilhas Bahamas em dois volumes em 1747.

## Taxonomia e sistemática
O táxon foi descrito oficialmente em 1796 por Ulrich Jasper Seetzen, com o nome Coluber catesbyi. Faz parte da família dos colubrídeos (Colubridae) e subfamília dos dipsadíneos (Dipsadinae). Os dipsadíneos foram inicialmente tratados como uma tribo dentro dos xenodontíneos (Xenodontinae), mas foram reconhecidos como subfamília distinta com base em consenso entre dados morfológicos e moleculares. A subfamília dos dipsadíneos inclui pelo menos 22 gêneros confirmados e outros 24 considerados incertae sedis, mas com características compatíveis. Entre seus representantes, os gêneros Dipsas, Sibon, Sibynomorphus e Tropidodipsas compõem a tribo dos dipsadinos (Dipsadini), reconhecida como um grupo monofilético bem fundamentado. Essas serpentes apresentam alta especialização morfológica, associada à dieta e ao ambiente. Tropidodipsas e Sibynomorphus exibem adaptações à vida terrestre, enquanto Sibon e Dipsas são altamente arborícolas.
A tribo dos dipsadinos é formada por dois agrupamentos principais. O primeiro inclui serpentes de pequeno porte, com escudo loreal em contato com a órbita, representadas por gêneros como Atractus, Geophis, Adelphicos e Ninia. O segundo grupo é caracterizado pelo alongamento do músculo aductor mandibular externo superficial e pelo desenvolvimento do pulmão traqueal, sendo representado por Sibynomorphus, Sibon e Dipsas. A filogenia de Dipsas é parcialmente resolvida. Embora tenha sido proposto o monofiletismo da tribo, os resultados indicam que o gênero Sibynomorphus é grupo-irmão de Dipsas catesbyi e D. pavonina, dificultando a confirmação do monofiletismo de Dipsas como um todo. Apesar disso, ambas as espécies permanecem agrupadas no chamado grupo catesbyi (que também inclui D. vermiculata e D. copei), sustentando sua validade como grupo natural.

## Descrição

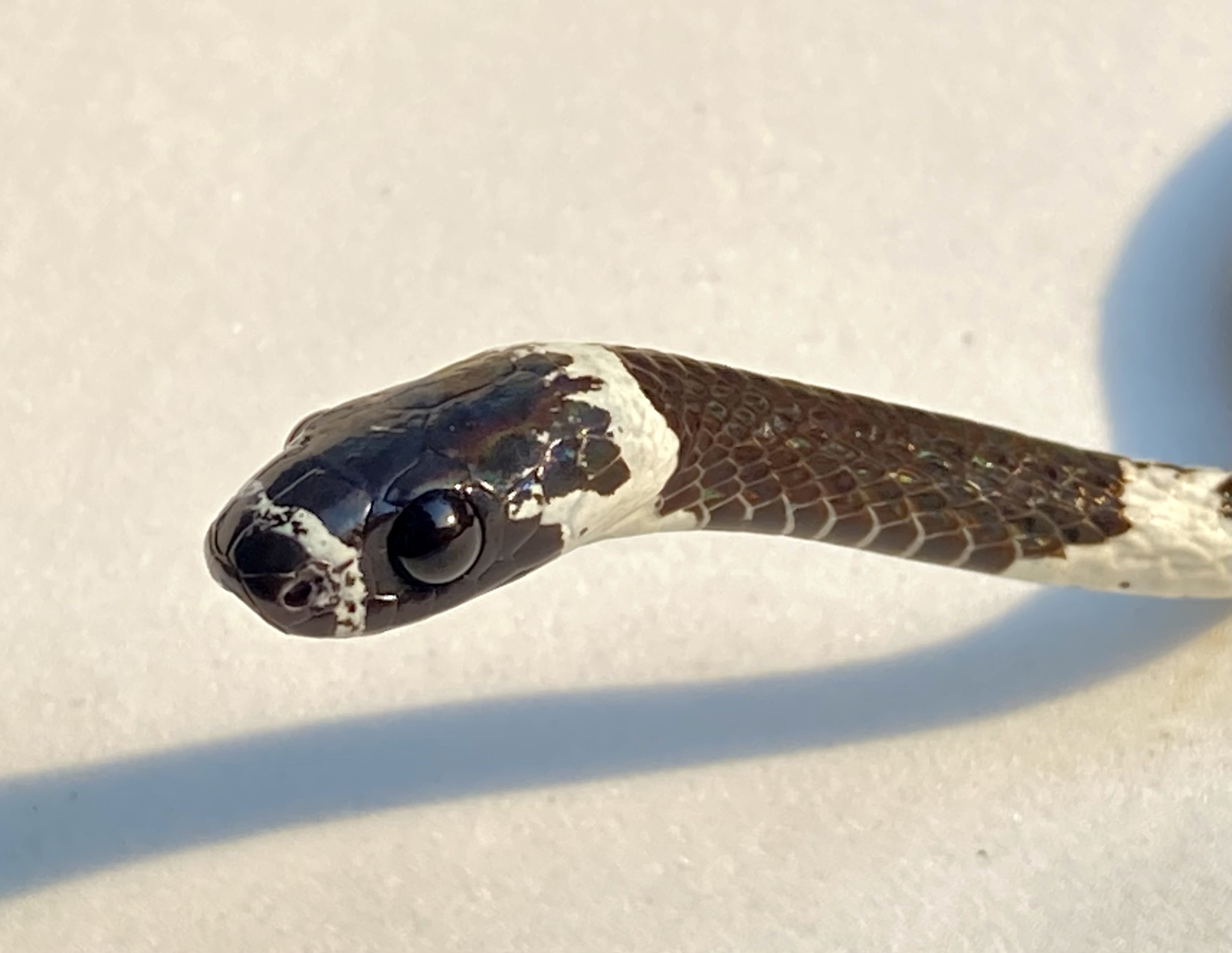
Indivíduo visto de perfil

Dipsas catesbyi apresenta escamas dorsais lisas, dispostas em 13 fileiras que não sofrem redução ao longo do corpo, iniciando-se no nível do terceiro ou quarto ventral até a região cloacal. A fileira vertebral é moderadamente a amplamente aumentada, composta por escamas maiores e diferenciadas das laterais. A cabeça é pouco distinta do pescoço, com o escudo rostral muito mais largo que profundo, dificilmente visível dorsalmente. A escama nasal é inteira na maioria dos exemplares analisados (97%, n = 407). As internasais medem de um terço a dois terços do comprimento das pré-frontais, que não entram nos olhos. A escama frontal tem largura e comprimento aproximadamente iguais, geralmente ligeiramente mais larga que longa e um pouco mais curta que os parietais.
A escama loreal está em contato com a pré-ocular inferior. A espécie apresenta duas escamas pré-oculares e uma ou duas pós-oculares. Não há suboculares. As escamas temporais seguem a fórmula 1+2+2 (primárias, secundárias e terciárias). As supralabiais somam oito ou nove, sendo a quarta e quinta, ou a quinta e sexta, em contato com a órbita; nenhuma escama está visivelmente aumentada. As infralabiais variam de oito a 11, com nenhum ou um par em contato atrás do escudo mentual. Da primeira até a quinta infralabial, há contato com o primeiro par de protetores de queixo, que estão organizados em três ou quatro pares. A escama cloacal é inteira.
O número de escamas ventrais varia de 160 a 220, e as subcaudais variam de 46 a 120. Especificamente, os machos apresentam de 164 a 202 ventrais e de 86 a 118 subcaudais; as fêmeas, de 167 a 189 ventrais e de 77 a 102 subcaudais. O comprimento total do corpo varia de 200 a 800 milímetros, enquanto o comprimento da cabeça está entre 7 e 17 milímetros. O número de manchas dorsais varia de 10 a 40 no corpo e de 2 a 18 na cauda. A coloração dorsal vai do marrom-claro ao marrom-avermelhado, com manchas marrom-escuras a pretas, geralmente arredondadas e orladas de branco. A primeira mancha é retangular, duas vezes mais comprida que as demais, podendo fundir-se na região ventral. As manchas frequentemente se fundem na fileira vertebral e podem alcançar as escamas ventrais. Em alguns casos, as manchas alternam-se ou aparecem pareadas. Os espaços entre as manchas são unicolores, sem pontilhados ou marcas adicionais.
A cabeça é predominantemente escura, incluindo o escudo rostral, escamas internasais, porção posterior dos pré-frontais, extremidade dos parietais, escamas pré e pós-oculares, e as supralabiais em contato com o olho. Uma faixa transversal clara, geralmente fraca, pode estar presente nos pré-frontais, escama loreal e nas segunda e terceira supralabiais. Um colar nucal claro, geralmente bem definido, estende-se pela região occipital e nuca, abrangendo os labiais posteriores e os temporais. A região gular é clara, com manchas escuras semelhantes às dorsais. O ventre é creme-claro, com manchas longitudinais escuras intercaladas às manchas laterais, além de pontuações dispersas, geralmente ausentes nos juvenis. Nos jovens, as manchas dorsais podem estar todas fusionadas na fileira vertebral, sugerindo um padrão de bandas. Em alguns adultos de ambos os sexos, o colar nucal e a faixa clara nos pré-frontais são pouco visíveis, e as manchas corporais, assim como as ventrais, podem desaparecer por efeito de melanização individual.
O hemipênis de Dipsas catesbyi é unicapitado e levemente bilobado. O sulco espermático é profundo e centrolinear, bifurcando-se na base do capítulo e estendendo-se até a extremidade dos lobos. O capítulo ocupa cerca de metade do órgão na face não sulcada e aproximadamente 70% na face sulcada. A superfície é ornamentada por cálices espinhosos na região proximal, que se tornam papilares e mais desenvolvidos em direção à região distal. O sulco capitular é bem delimitado em ambas as faces. O corpo do hemipênis é recoberto por espinhos de tamanhos e formas variados. Na face sulcada, os espinhos são menores e dispostos irregularmente, enquanto na face não sulcada são largos e proeminentes, arranjados em fileiras diagonais. Na região distal adjacente ao capítulo, os espinhos aparecem organizados em fileiras transversais.

## Distribuição e habitat
Dipsas catesbyi ocorre na bacia Amazônica, sendo registrada na Bolívia (Beni), no Peru (Amazonas, Huánuco, Junim, Liberdade, Loreto, Madre de Deus, Piúra, Puno, São Martinho, Ucaiáli e Pasco), no Equador (Morona-Santiago, Napo, Pastaza e Zamora-Chinchipe), Colômbia, sul da Venezuela, Guiana (Ayanganna, Kartabo e rio Berbice), Suriname, Guiana Francesa e Brasil (Acre, Amapá, Amazonas, Bahia (Feira de Santana, Ilhéus, Itabuna e Porto Seguro), Maranhão, Mato Grosso, Pará, Rondônia, Roraima e Tocantins). A espécie ocorre em altitudes que variam desde o nível do mar até cerca de 1 500 metros. Habitas florestas tropicais úmidas, desde terras baixas até áreas montanhosas, em florestas primárias e secundárias, além de bananeiras. Além das florestas, também ocorre em paisagens alteradas pelo ser humano, como plantações - especialmente bananeiras -, pastagens e até jardins em áreas rurais.

## Ecologia

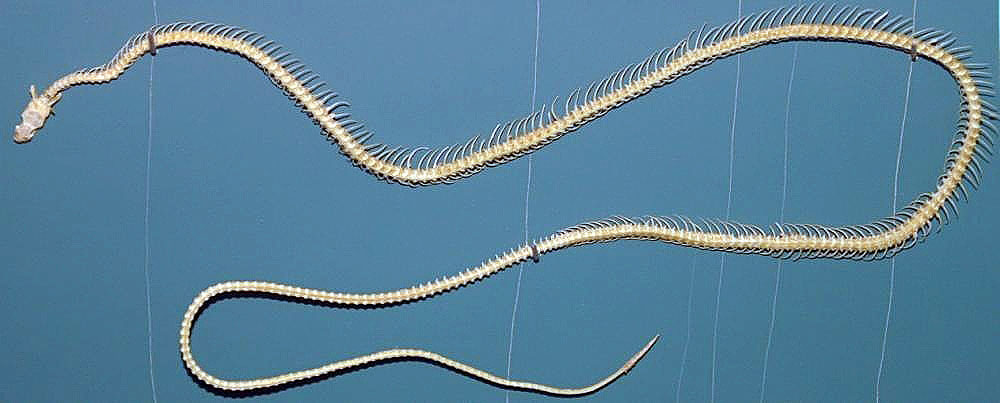
Ossos preservados no Museu Smithsonian, em Washington, nos Estados Unidos

Dipsas catesbyi é uma serpente de hábitos noturnos. São mais ativas durante a noite, com maior frequência em condições úmidas, como durante chuvas ou garoas. Seus deslocamentos pela vegetação são marcados por movimentos lentos e graciosos, geralmente no estrato inferior da floresta, entre 0,4 e 1,8 metros acima do solo. Apesar disso, não é incomum observá-las atravessando trilhas ao nível do chão ou mesmo empoleiradas em vegetação arbórea a alturas de até 20 metros. Durante o dia, permanecem escondidas e inativas, geralmente enroladas na serapilheira, sob folhas de bananeira ou entre a vegetação.
A dieta de D. catesbyi é composta principalmente por lesmas e caracóis, embora também consuma insetos de corpo mole. Acredita-se que os moluscos sejam imobilizados com o auxílio de toxinas produzidas por células mucosas localizadas nas glândulas infralabiais. Apesar dessas adaptações para alimentação, todas as espécies do gênero Dipsas são consideradas inofensivas aos seres humanos. Esses animais nunca tentam morder em defesa própria, preferindo liberar um forte odor almiscado e adotar uma postura defensiva: enrolam-se sobre si como uma bola e achatam a cabeça, expandindo-a para simular um formato triangular. Um registro incomum incluiu um indivíduo emitindo uma vocalização em resposta a uma ameaça. Em junho de 2021, ao ser manipulada, uma serpente desta espécie apresentou vocalização, com duração de 0,06 segundos, atingindo 3036 Hz em sua frequência de pico. A vocalização, emitida através da expiração de ar pela laringe.

### Reprodução
A reprodução de Dipsas catesbyi resulta em ninhadas de um a seis ovos. O comprimento médio dos ovos é de aproximadamente 27,7 milímetros, valor que demonstra correlação direta com o tamanho corporal da fêmea - quanto maior o animal, maior o comprimento dos ovos. Este padrão também é observado em espécies relacionadas, como Imantodes cenchoa, onde o comprimento médio dos ovos atinge 30,7 milímetros. Dados combinados de populações peruanas e equatorianas de D. catesbyi sugerem um padrão reprodutivo contínuo ou assazonal, com reprodução ocorrendo ao longo de todo o ano, sem um período definido de acasalamento ou postura.
Em Dipsas catesbyi, diversas matrizes relacionando tamanho corporal e mês do ano foram elaboradas com o objetivo de estimar a taxa de crescimento desde a eclosão até a maturidade sexual. No entanto, nenhuma dessas matrizes apresentou uma separação suficientemente clara entre classes de tamanho que permitisse uma estimativa precisa do crescimento. Diante dessa limitação, pode-se supor, com base nos dados disponíveis, que a maturidade sexual em D. catesbyi é atingida em, no mínimo, dois anos.
Um estudo anterior estimou a idade relativa das classes de tamanho de indivíduos de D. catesbyi provenientes de Iquitos, no Peru. Segundo essas estimativas, os machos adultos apresentam caudas proporcionalmente mais longas que as das fêmeas. No entanto, essa tendência não se mantém em todas as populações. Amostras oriundas de Napo e Iquitos revelam um padrão distinto: em indivíduos juvenis e na maioria dos adultos, os machos exibem caudas mais curtas que as das fêmeas. Apenas em espécimes com comprimento corporal superior a 400 mm observa-se sobreposição nos comprimentos relativos da cauda entre os sexos.

## Conservação
A União Internacional para a Conservação da Natureza (UICN) classifica Dipsas catesbyi como uma espécie pouco preocupante (LC), em decorrência de sua ampla distribuição, por ser comum e pela suposta falta de ameaças que coloquem risco eminente à sua conservação. Sabe-se, contudo, que pode ser afetada de algum modo pelo desmatamento causado pela exploração madeireira, desenvolvimento agrícola ou criação de pastagens para gado. Em 2018, foi classificada como menos preocupante (LC) no Livro Vermelho da Fauna Brasileira Ameaçada de Extinção do Instituto Chico Mendes de Conservação da Biodiversidade (ICMBio).